# Marek Czakon
Marek Czakon, né le 1er décembre 1963 à Opole (Pologne) et mort le 25 avril 2024), est un footballeur polonais, qui joue comme attaquant.
Il est connu pour avoir fini au rang de meilleur buteur du championnat de Finlande lors de la  saison 1990 avec 16 buts.